# Nigranitida margaretae
Nigranitida margaretae är en tvåvingeart som beskrevs av Webb 2004. Nigranitida margaretae ingår i släktet Nigranitida och familjen stilettflugor. Inga underarter finns listade i Catalogue of Life.